# Museo Laboratorium
El Museo Laboratorium Bergara es el museo municipal de Vergara, Gipuzkoa. Es un museo social y sus principales colecciones son de los siguientes campos científicos: química, física y zoología. Su sede está en el Palacio Real . Ha recopilado, investigado, documentado y creado una colección museográfica del antiguo seminario real de Bergara.

## Historia
El ayuntamiento decidió en 1981 construir un museo. Para ello fue necesario trabajar en la recuperación de las colecciones. Ese año se produjeron los primeros intentos de llevar a cabo el proyecto museográfico, gracias al apoyo ciudadano –el grupo de Promoción Cultural Bergaresa; el comité Irekia–; sin embargo, en 1991. No fue hasta 2011 cuando el proyecto empezó a profesionalizarse.
En particular, este año se inició la fase de conservación urgente, inventario y evaluación técnica de las colecciones, investigando, restaurando y acondicionando las piezas expuestas en el museo. Para realizar este trabajo se formó un equipo profesional: primero se contrató a un museólogo, luego a un zoólogo y un químico.
Fue inaugurado por el Ayuntamiento de Bergara el día 25 de septiembre de 2015. Fue el resultado de muchos años de trabajo y del trabajo de mucha gente.
En la actualidad la directora del museo es la química Rosa Errazkin.

## Sede
Está ubicado en el Palacio neoclásico de Errekalde, que en su día fue residencia de Francisco Xabier Munibe, Conde de Peñaflorida . Edificio IXX. Está rodeado por un romántico jardín del siglo XIX, actualmente abierto al uso público.Tiene tres plantas y buhardilla. El primero contiene la recepción, vestuarios, laboratorio y salas de exposiciones temporales. El segundo piso alberga la exposición permanente y el tercer piso las oficinas. Encima está el ático. En el centro tiene un patio de luces y como cubierta tiene una curiosa cúpula: una claraboya de cristal situada sobre un tambor con superficie espejada.

## Reconocimiento legal
La denominación de "Museo del País Vasco" fue reconocida por la Consejera de Educación, Política Lingüística y Cultura del Gobierno Vasco, en orden de 11 de diciembre de 2015, y fue incluido en el Registro de Museos y Colecciones del País Vasco. Se publicó en el Boletín Oficial del País Vasco el 12 de enero de 2016.